# 季爾克山

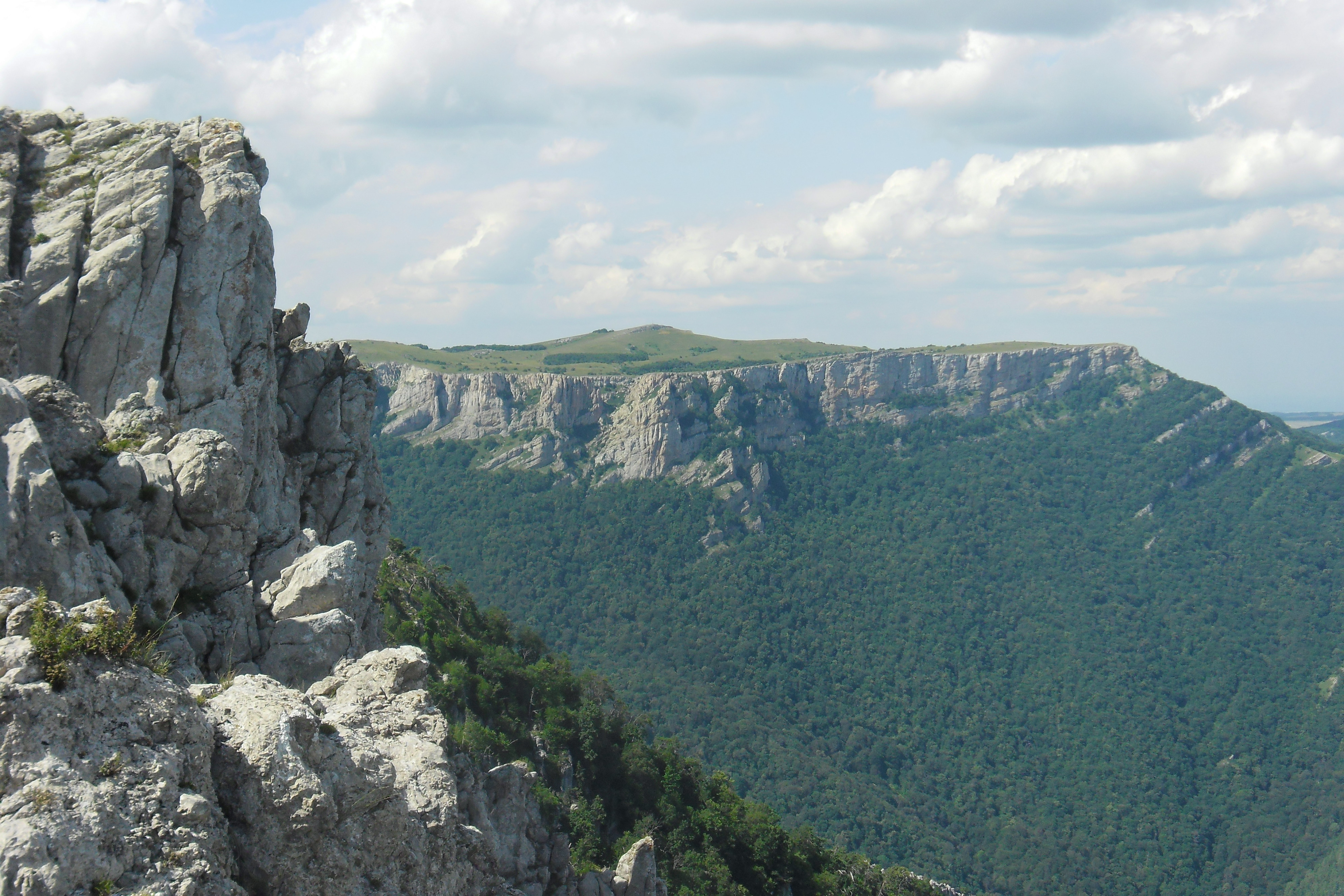

季爾克山是烏克蘭的山峰，位於克里米亞共和國，處於基輔以南約700公里，海拔高度1,265米，受乾燥氣候影響，每年平均降雨量579毫米。